# Décès en avril 2008
Décès
- 2004
- 2005
- 2006
- 2007
- 2008
- 2009
- 2010
- 2011
- 2012

Pour une information complémentaire, voir la page d'aide.

| Date      | Nom                         | Activités | Âge | Source |
| --------- | --------------------------- | --- | --- | ------ |
| 1er avril | Grace Thorpe                | Écologiste américaine. | 86  | (en)   |
| 1er avril | Floyd Simmons               | Athlète américain, spécialiste du décathlon. | 84  | (en)   |
| 1er avril | Mosko Alkalai (en)          | Acteur israélien. | 77  |        |
| 1er avril | Jean Nichil                 | Athlète français, spécialiste du triple saut. | 89  |        |
| 1er avril | Sherry Britton              | Danseuse de burlesque américaine, des années 1930 et 1940, actrice et productrice de télévision.                                                             | 89  | (en)   |
| 1er avril | Sabin Bălaşa                | Peintre roumain. | 75  |        |
| 1er avril | Péter Baczakó               | Haltérophile hongrois. Champion olympique (poids moyen) aux Jeux de Moscou (1980).                                                                           | 56  |        |
| 1er avril | Ernst-Bernd Blümle          | Économiste germano-suisse. | 75  |        |
| 1er avril | Antonio Cabezas García      | Universitaire et traducteur espagnol. | 77  |        |
| 2 avril   | Momoko Ishii                | Écrivaine, romancière, traductrice, autrice de littérature pour la jeunesse.                                                                                 | 101 | (ja)   |
| 2 avril   | Norberto Collado Abreu      | Capitaine de bateau cubain. | 87  | (en)   |
| 2 avril   | Johnny Byrne                | Écrivain et scénariste irlandais. | 72  | (en)   |
| 2 avril   | Jacques Bondon              | Compositeur français. | 80  |        |
| 2 avril   | Roger Blachon               | Dessinateur français. Collaborateur à L'Équipe magazine pendant 20 ans.                                                                                      | 66  |        |
| 2 avril   | Ray Poole (en)              | Joueur américain de foot U.S.. Ancien joueur des New York Giants de 1947 à 1952.                                                                             | 86  |        |
| 2 avril   | Yakup Satar                 | Dernier combattant turc de la Première Guerre mondiale. | 110 | (ru)   |
| 3 avril   | Karl-Heinz Henrichs         | Coureur cycliste allemand. | 65  |        |
| 3 avril   | Ivan Korade (en)            | Général croate. | 44  | (en)   |
| 3 avril   | Rosita Salvador             | Vedette canadienne de la chanson populaire des années 1960.                                                                                                  | 75  |        |
| 3 avril   | Hrvoje Čustić               | Footballeur croate. | 24  | (se)   |
| 4 avril   | Frédéric Deloffre           | Critique littéraire français. | 86  |        |
| 4 avril   | Roger Mühl                  | Artiste peintre, dessinateur et sculpteur français. | 78  |        |
| 4 avril   | Michael White               | Travailleur social australien. | 59  | (en)   |
| 4 avril   | Wu Xueqian                  | Homme politique chinois. | 86  | (en)   |
| 4 avril   | Stanisław Zagajewski        | Sculpteur polonais. | 80  |        |
| 5 avril   | Herbert Breiteneder (de)    | Pilote automobile autrichien. | 54  | (de)   |
| 5 avril   | Charlton Heston             | Acteur américain. | 84  |        |
| 5 avril   | Thomas Braichet             | Écrivain français. | 30  |        |
| 6 avril   | Jeyaraj Fernandopulle       | Avocat, homme politique sri lankais. | 55  | (en)   |
| 6 avril   | Jacques Berthier            | Acteur français. | 92  |        |
| 6 avril   | Tony Davies (en)            | Joueur de rugby à XV néo-zélandais. Ancien international All Black.                                                                                          | 68  |        |
| 6 avril   | Abdoulatif Gueye (en)       | Député de la mouvance présidentielle sénégalaise et vice-président de l’Assemblée nationale.                                                                 | 52  |        |
| 6 avril   | Dominique Venturi           | Parrain corse. | 84  |        |
| 7 avril   | Marcel Lachiver             | Historien français. | 73  |        |
| 7 avril   | Ludu Daw Amar               | Journaliste, femme de lettre birmane. | 92  | (en)   |
| 7 avril   | Phil Urso                   | Compositeur et saxophoniste de jazz américain. | 82  | (en)   |
| 8 avril   | Kazuo Shiraga               | Artiste contemporain japonais. | 95  |        |
| 8 avril   | Graham Higman               | Mathématicien britannique. | 91  | (en)   |
| 8 avril   | David Noel Freedman         | Bibliste, archéologue et pasteur américain. | 85  | (en)   |
| 8 avril   | John Button (en)            | Homme politique australien. Ministre de l'industrie, des technologies et du commerce de 1983 à 1993.                                                         | 74  |        |
| 8 avril   | Stanley Kamel               | Acteur américain. | 65  |        |
| 8 avril   | Sir Frank Little            | Homme d'Église australien. Archevêque de Melbourne de 1974 à 1996.                                                                                           | 82  |        |
| 9 avril   | Marcel Daunay               | Homme politique français. | 78  |        |
| 9 avril   | Daniela Klemenschits        | Joueuse de tennis autrichienne. | 25  |        |
| 9 avril   | Steffen Krauß               | Footballeur allemand. | 43  |        |
| 9 avril   | Jacques Morel               | Acteur de cinéma et de théâtre français. | 85  |        |
| 9 avril   | Choubeila Rached            | Chanteuse tunisienne. | 75  |        |
| 9 avril   | Mamadou Keita dit « Capi »  | Ancien international de football et sélectionneur malien. Gardien de but de l'équipe nationale du Mali, finaliste de la Coupe d'Afrique des nations en 1972. | 60  |        |
| 10 avril  | Georges Houel               | Pilote moto et auto, joueur de rugby à XV. | 94  |        |
| 10 avril  | Cedella Booker              | Chanteuse et écrivaine jamaïcaine, mère de Bob Marley. | 81  | (en)   |
| 10 avril  | Ernest Corripio Ahumada     | Cardinal méxicain, archevêque de Mexico. | 88  | (es)   |
| 10 avril  | Ottavio Cogliati            | Coureur cycliste italien. | 68  |        |
| 10 avril  | Marcel Pertry               | Footballeur belge. | 86  | (nl)   |
| 11 avril  | Georges Laffly              | Journaliste, critique littéraire français. | 75  |        |
| 11 avril  | Claude Abbes                | Ancien gardien de but de l'équipe de France de football. | 80  |        |
| 11 avril  | Bob Pellegrini (en)         | Joueur américain de foot U.S.. Linebacker des Philadelphia Eagles de 1956 à 1961.                                                                            | 73  |        |
| 12 avril  | Michel Clare                | Athlète et journaliste sportif français. | 81  |        |
| 12 avril  | Cecilia Colledge            | Patineuse artistique britannique. | 87  | (en)   |
| 12 avril  | Dieter Eppler               | Acteur allemand. | 81  | (de)   |
| 12 avril  | Patrick Hillery             | Homme politique irlandais. Commissaire européen (1973-1976), puis Président d'Irlande de 1976 à 1990.                                                        | 84  | (ie)   |
| 12 avril  | Jerry Zucker                | Homme d'affaires américain, propriétaire de la Compagnie de la Baie d'Hudson et Zellers.                                                                     | 58  |        |
| 12 avril  | Yvon Samuel                 | Journaliste français. | 77  |        |
| 13 avril  | Bob Luitweiler              | Pacifiste, écrivain, inventeur américain. | 89  | (en)   |
| 13 avril  | John Archibald Wheeler      | Physicien théoricien américain, qui a inventé le terme « trou noir ».                                                                                        | 96  |        |
| 14 avril  | Maurice Goulon              | Professeur de médecine français. | 89  |        |
| 14 avril  | Thomas Friedli              | Clarinettiste suisse. | 65  |        |
| 14 avril  | Horst Bingel                | Écrivain allemand. | 74  |        |
| 14 avril  | Madeline Lee Gilford (en)   | Actrice et productrice de théâtre américaine. Épouse de Jack Gilford.                                                                                        | 84  |        |
| 14 avril  | Jamacia Jackson             | Joueur américain de football canadien des Tiger-Cats de Hamilton de la Ligue canadienne de football.                                                         | 26  | (en)   |
| 14 avril  | Ollie Johnston              | Dernier membre de la légendaire équipe des « Nine Old Men » des studios Disney.                                                                              | 95  |        |
| 14 avril  | Marisa Sannia               | Chanteuse italienne. | 61  | (it)   |
| 14 avril  | Thierno Habibou Daha Tall   | Calife de la famille omarienne, pilier du dialogue islamo-chrétien.                                                                                          | 90  |        |
| 14 avril  | István Kemény               | Sociologue hongrois. | 82  | (hu)   |
| 15 avril  | Imre Antal                  | Acteur, animateur de télévision, pianiste hongrois. | 72  | (hu)   |
| 15 avril  | David Cass (en)             | Économiste américain. | 71  | (en)   |
| 15 avril  | Sean Costello               | Chanteur de blues et guitariste américain. | 28  | (en)   |
| 15 avril  | Hazel Court                 | Actrice de films d'horreurs britannique. | 82  | (en)   |
| 15 avril  | Brian Davison               | Musicien, batteur et percussionniste britannique. | 65  | (en)   |
| 15 avril  | Fernand Jaccard             | Footballeur puis entraineur suisse. | 100 |        |
| 15 avril  | Benoît Lamy                 | Réalisateur belge. | 62  |        |
| 15 avril  | Joëlle Lescop               | Médecin et conseillère politique québécoise. | 62  |        |
| 15 avril  | Yannick Simbron             | Secrétaire général de la Fédération de l'Éducation nationale (FEN) de 1987 à 1991.                                                                           | 69  |        |
| 16 avril  | Pierre Dehaye               | Haut fonctionnaire français. | 86  |        |
| 16 avril  | René Dereuddre              | Footballeur français. | 77  |        |
| 16 avril  | Edward Lorenz               | Mathématicien et météorologue américain. Père de la théorie du chaos, rendu célèbre par l'effet papillon.                                                    | 90  |        |
| 16 avril  | François Mortelette         | Homme politique français. | 82  |        |
| 16 avril  | Fadel Shanaa                | Cadreur palestinien. | 24  | (en)   |
| 17 avril  | Danny Federici              | Musicien américain. | 58  | (en)   |
| 17 avril  | Sékou Bamba                 | Footballeur international ivoirien. | 38  |        |
| 17 avril  | Aimé Césaire                | Poète, écrivain et homme politique français (martiniquais).                                                                                                  | 94  |        |
| 17 avril  | Marcel Godin                | Écrivain canadien. | 76  |        |
| 17 avril  | Su-Lin Young                | Exploratrice américaine d'origine chinoise. | 96  | (en)   |
| 18 avril  | Erminio Favalli             | Footballeur Italien. | 64  | (it)   |
| 18 avril  | Joy Page                    | Actrice américaine. | 83  | (en)   |
| 19 avril  | Michel de Grailly           | Avocat, homme politique français. | 87  |        |
| 19 avril  | Constant Vanden Stock       | Dirigeant sportif belge. Sélectionneur de l'équipe de Belgique de football de 1958 à 1968. Président du RSC Anderlecht de 1971 à 1997.                       | 93  |        |
| 19 avril  | Germaine Tillion            | Ethnologue et résistante française. | 100 |        |
| 19 avril  | Alfonso López Trujillo      | Cardinal colombien, préfet pour la Congrégation à la famille.                                                                                                | 72  |        |
| 20 avril  | Adelir Antônio de Carli     | Prêtre catholique brésilien. | 41  |        |
| 20 avril  | Farid Chopel                | Acteur français. | 55  |        |
| 20 avril  | Monica Lovinescu            | Écrivain et critique dissidente roumain. | 84  | (en)   |
| 20 avril  | Angèle Manteau              | Éditrice belge. | 97  |        |
| 20 avril  | Andrzej Pomian              | Historien polonais. | 97  |        |
| 20 avril  | Goulven Madec               | Prêtre assomptionniste. | 77  |        |
| 21 avril  | Amédée Renault              | Homme politique français. | 88  |        |
| 21 avril  | Marcello Venturi            | Écrivain et journaliste italien. Figure de proue du courant néoréaliste de l'après-guerre.                                                                   | 83  |        |
| 21 avril  | Al Wilson (en)              | Chanteur américain de musique soul. | 68  | (en)   |
| 21 avril  | Claude Veillot              | Scénariste et écrivain français. | 82  |        |
| 22 avril  | Henri Jacques-Félix         | Botaniste français. | 101 |        |
| 22 avril  | Ed Chynoweth                | Président et gouverneur du Ice de Kootenay. Ancien président de la WHL de la LCH.                                                                            | 66  |        |
| 22 avril  | Paul Davis                  | Chanteur américain. | 60  | (da)   |
| 22 avril  | Kai Nyborg                  | Homme politique danois. | 86  | (en)   |
| 22 avril  | Ernst Vlcek                 | Écrivain autrichien de Science-fiction. | 67  |        |
| 23 avril  | Jean-Daniel Cadinot         | Réalisateur et Producteur de cinéma français de films pornographiques gays.                                                                                  | 64  | (de)   |
| 23 avril  | Richard Casanova            | Soupçonné du braquage de l'UBS à Genève. | 48  |        |
| 23 avril  | Paul Wonner                 | Artiste peintre américain. | 87  | (en)   |
| 24 avril  | Charles Épalle              | Athlète de Triple saut français. | 84  |        |
| 24 avril  | Tristram Cary               | Compositeur anglo-australien. | 82  |        |
| 24 avril  | Werner Thärichen            | Timbalier et compositeur allemand. | 87  |        |
| 25 avril  | Donald Solitar              | Mathématicien américain et canadien. | 75  | (en)   |
| 25 avril  | Jimmy Giuffre               | Musicien américain. | 86  |        |
| 25 avril  | Abdeljalil Boumehdi         | Lutteur de lutte gréco-romaine marocain. | 30  |        |
| 25 avril  | Enrico Donati               | Artiste surréaliste italo-américain. | 99  |        |
| 25 avril  | Humphrey Lyttelton          | Jazzman britannique. | 86  |        |
| 25 avril  | John H. McConnell           | Magnat de l'acier américain et propriétaire majoritaire des Blue Jackets de Columbus.                                                                        | 84  |        |
| 25 avril  | Jean-Claude Varanne         | Journaliste français. | 78  |        |
| 26 avril  | Silvano Bassetti            | Architecte et homme politique italien. | 63  | (it)   |
| 26 avril  | Ahmed Bensouda              | Secrétaire d'État à la Jeunesse et aux Sports du Maroc. | 87  |        |
| 26 avril  | Yossi Harel                 | Commandant de l’Exodus. | 90  | (en)   |
| 26 avril  | Denitza Krivova             | Joueuse de volley ProA de Terville. | 18  | (en)   |
| 26 avril  | Bernard Lion                | Réalisateur de télévision français. | 69  |        |
| 26 avril  | Árpád Orbán                 | Footballeur hongrois. | 70  |        |
| 27 avril  | Olivier-Clément Cacoub      | Architecte français. | 88  |        |
| 27 avril  | Marios Tokas (en)           | Compositeur chypriote. | 54  |        |
| 27 avril  | Daniel Langlet              | Acteur français. | 62  |        |
| 27 avril  | Marcel Maurières            | Journaliste, instituteur, pédagogue français. | 84  |        |
| 28 avril  | Diana Barnato Walker        | Aviatrice britannique. | 90  | (en)   |
| 28 avril  | Albert Mercier              | Ancien membre de la direction nationale de la CFDT. | 75  |        |
| 28 avril  | Jean Gabilly                | Géologue, stratigraphe, paléontologue français. | 78  |        |
| 28 avril  | Lobsang Phuntshok Lhalungpa | Écrivain tibétain. | 82  | (en)   |
| 28 avril  | Eudy Simelane               | Footballeuse internationale sud-africaine. | 31  | (se)   |
| 29 avril  | Chuck Daigh                 | Pilote automobile américain. | 84  | (en)   |
| 29 avril  | Albert Hofmann              | Chimiste suisse, découvreur du LSD. | 102 |        |
| 29 avril  | Bo Yang                     | Écrivain et essayiste chinois (taïwanais). | 88  | (en)   |
| 29 avril  | Jadesola Akande             | Avocate, chercheuse, professeur d'université nigérianne. | 67  | (en)   |
| 29 avril  | Julie Ege                   | Actrice et mannequin norvégienne. | 64  | (no)   |
| 29 avril  | Charles Tilly               | Chercheur en sciences sociales américain. | 78  |        |
| 29 avril  | Micky Waller                | Batteur anglais. | 66  | (en)   |
| 30 avril  | Henrike Knörr               | Linguiste, philologue, écrivain et académicien basqueespagnol.                                                                                               | 61  | (es)   |
| 30 avril  | Henri Tournet               | Homme d'affaires et promoteur français. | 95  |        |